# کوستولاتس
کوستولاتس (به صربی: Kostolac) یک منطقهٔ مسکونی در صربستان است که در پوژارواتس واقع شده‌است.